# Палінгенез (геологія)
Палінгенез — процес, що веде до вторинного утворення магми шляхом повного або часткового плавлення магматичних гірських порід в нижніх ділянках земної кори при інтенсивному їх прогріванні.
Термін «палінгенез» введений фінським геологом Я. І. Сьодерхольмом у 1907 році. У результаті палінгенезу утворюється розплав, здатний текти і проникати в пори та тріщини. У залежності від геотектонічної обстановки і характеру переважаючих рухів земної кори розрізнюють палінгенез опускання, що відбувається в масах, які занурюються, і палінгенез насуву, пов'язаного з розвитком у земній корі насувів і шар'яжів.